# Конні Карпентер-Фінні
Конні Карпентер-Фінні (англ. Connie Carpenter-Phinney, 26 лютого 1957) — американська академічна веслувальниця і велогонщиця.
Олімпійська чемпіонка 1984 року в груповій шосейній гонці.
Чемпіонка світу з трекових велоперегонів 1983 року в індивідуальній гонці переслідування, срібна призерка 1982 року в індивідуальній гонці переслідування.
Срібна призерка Чемпіонату світу з велоперегонів на шосе 1977 року в груповій шосейні гонці, бронзова призерка 1981 року в груповій шосейні гонці.